# Mount Harrison (Antarktika)
Mount Harrison ist ein 1955 m (nach neuseeländischen Angaben 1893 m) hoher Berg im ostantarktischen Viktorialand. In den Usarp Mountains dominiert er den Gebirgskamm zwischen dem Robilliard- und dem Svendsen-Gletscher.
Das Advisory Committee on Antarctic Names benannte den Berg 1964 nach dem Hubschrauberpiloten Louis J. Harrison von der United States Navy, der zur Unterstützung der Arbeiten des United States Geological Survey in diesem Gebiet zwischen 1961 und 1962 sowie von 1962 bis 1963 im Einsatz war.